# MRPS12
MRPS12 (англ. Mitochondrial ribosomal protein S12) – білок, який кодується однойменним геном, розташованим у людей на короткому плечі 19-ї хромосоми. Довжина поліпептидного ланцюга білка становить 138 амінокислот, а молекулярна маса — 15 173.
| 10         |  | 20         |  | 30         |  | 40         |  | 50         |
| ---------- |  | ---------- |  | ---------- |  | ---------- |  | ---------- |
| MSWSGLLHGL |  | NTSLTCGPAL |  | VPRLWATCSM |  | ATLNQMHRLG |  | PPKRPPRKLG |
| PTEGRPQLKG |  | VVLCTFTRKP |  | KKPNSANRKC |  | CRVRLSTGRE |  | AVCFIPGEGH |
| TLQEHQIVLV |  | EGGRTQDLPG |  | VKLTVVRGKY |  | DCGHVQKK   |  |            |

A: Аланін

C: Цистеїн

D: Аспарагінова кислота

E: Глутамінова кислота

F: Фенілаланін

G: Гліцин

H: Гістидин

I: Ізолейцин

K: Лізин

L: Лейцин

M: Метіонін

N: Аспарагін

P: Пролін

Q: Глутамін

R: Аргінін

S: Серин

T: Треонін

V: Валін

W: Триптофан

Кодований геном білок за функціями належить до рибонуклеопротеїнів, рибосомних білків. 
Локалізований у мітохондрії.